# Coupe coupe (chanson)
Singles de Vanessa Paradis
Maxou
(novembre 1988) Mosquito
(septembre 1989)
Clip vidéo
[vidéo] « Coupe-Coupe (officiel) (réalisation : Simon Kentish) », sur YouTube
Pistes de M et J
Joe le taxi
(6) Chat ananas
(8)
Coupe coupe est le titre du 5e single de Vanessa Paradis. Il est sorti en mars 1989 en 4e extrait de l'album M et J.
Elle est écrite par Étienne Roda-Gil et composée par Franck Langolff.
La photo de la pochette est réalisée par le photographe Pierre Terrasson.

## Le clip
Réalisé par Simon Kentish, il n'a nécessité que 6 heures de tournage dans un studio parisien. Il est lancé en télé début avril 1989.
Dans un bar qui ferme, Vanessa et ses musiciens improvisent sur le titre dans une ambiance de club de jazz américain.

## Versions
La version album dure 5:17, contre 4:10 pour la version single.
Vanessa a repris ce titre lors de sa tournée Natural High Tour en 1993.
Sur les éditions australienne, anglaise, canadienne et américaine de l'album M et J, Coupe coupe (renommée Cut cut brother) est interprété par Vanessa Paradis en anglais.

## Ventes et certifications
Coupe coupe a atteint la place numéro 22 du Top 50 français.

## Musiciens
- Claviers / Synthés / Basse : Philippe Osman
- Guitares : Patrice Tison / François Ovide / Franck Langolff
- Saxophones : Alain Ganne / Patrick Bourgoin
- Harmonica : Freddy Della / Franck Langolff
- Chœurs : Carole Fredericks / Yvonne Jones / Anne Calvert / Daniel Adjadj / Jean-Luc Escriva
- Mixeur : Bruno Mylonas